# Hafsteinsdóttir
Hafsteinsdóttir ist ein weiblicher isländischer Name.

## Herkunft und Bedeutung
Der Name ist ein Patronym und bedeutet Hafsteinns Tochter. Die männliche Entsprechung ist Hafsteinsson (Hafsteinns Sohn).

## Namensträgerinnen
- Björg Hafsteinsdóttir (* 1969), isländische Basketballspielerin
- Erla Björg Hafsteinsdóttir (* 1978), isländische Badmintonspielerin
- Guðrún Hafsteinsdóttir (* 1970), isländische Politikerin (Unabhängigkeitspartei)